# Canton de Sévérac-le-Château
Le canton de Sévérac-le-Château est une ancienne division administrative française située dans le département de l'Aveyron et la région Midi-Pyrénées.
Avec le redécoupage cantonal de 2014, la commune de Sévérac-le-Château est devenue le bureau centralisateur du nouveau canton de Tarn et Causses.

## Géographie
Ce canton était organisé autour de Sévérac-le-Château dans l'arrondissement de Millau. Son altitude variait de 454 m (Sévérac-le-Château) à 1 129 m (Lavernhe) pour une altitude moyenne de 709 m.

## Histoire
Le Château et la cité médiévale
La butte de Sévérac est occupée depuis la lointaine préhistoire. Culminant à 817 m d’altitude, elle offre non seulement un magnifique panorama sur la plaine où l’Aveyron prend sa source, mais permet aussi de voir arriver l’ennemi de loin ; c’est sans doute pour cette raison, ainsi que pour sa situation géographique privilégiée du point de vue du commerce, qu’une place forte y est érigée dès l’Antiquité. Sa double vocation de place forte et de centre commercial perdurera à travers les âges.
Son château fortifié, probablement construit dès le Xe siècle, a appartenu successivement à plusieurs familles : les Sévérac, les Armagnac, puis les Arpajon. Ces derniers firent élever, au XVIIe siècle, un château de style Renaissance dont la façade sud est toujours visible. Mais des dégradations successives le conduisent à la ruine au début du XXe siècle. La commune de Séverac en devient propriétaire en 1966 et son classement en monument historique permet d'envisager sa restauration.
La cité médiévale bâtie sur le versant sud-est de la butte était autrefois protégée par un rempart et quatre portes fortifiées dont deux ont résisté aux assauts du temps. Ses rues abritent de superbes demeures comportant tours, escaliers, colombages et encorbellements.

Vous y découvrirez le Sestayral ou marché au grains, l'église Saint-Sauveur, la maison de Jeanne ou encore la fontaine romane.
La gare
Avec l'arrivée du chemin de fer au début du XXe siècle, un nouveau quartier va se créer et on comptera jusqu'à 500 employés à la gare. Le développement de l'automobile contribue au lent déclin des services ferroviaires.
Le nœud autoroutier
La construction de l'A75 Clermont-Ferrand-Barcelone en 1998, renforcée par la mise en service du Viaduc de Millau en 2004, la mise en 2x2 de la N88 Toulouse-Lyon confirme la situation géographique de carrefour de la cité.

## Administration

### Conseillers généraux de 1833 à 2015
| Période                                  | Période          | Identité              | Étiquette    | Qualité                                                                                     |
| ---------------------------------------- | ---------------- | --------------------- | ------------ | ------------------------------------------------------------------------------------------- |
| 1833                                     | 1853 (décès)     | Jean Philippe Lescure |              | Juge de paix de Sévérac-le-Château, maire de Lavernhe                                       |
| 1853                                     | 1870             | M. Durand             |              | Juge de paix                                                                                |
| 1870                                     | 1906 (décès)     | Jules Trémolet        | Républicain  | Avocat Maire de Sévérac-le-Château (1899-1905), conseiller d'arrondissement                 |
| 1906                                     | 1919             | Auguste Vernhet       | Républicain  | Avocat à Sévérac-le-Château, conseiller d'arrondissement                                    |
| 1919                                     | 1929             | Etienne Vernhet       | Rad.         | Juge au Tribunal civil de Laon (Aisne)                                                      |
| 1929                                     | 1940             | Alphonse Lacombe      | Rad.         | Médecin - Maire de Sévérac-le-Château (1921-1940)                                           |
|                                          |                  |                       |              |                                                                                             |
| 1943                                     | 1945             | Georges de Montely    |              | Maire de Sévérac-le-Château (1941-1944) Nommé conseiller départemental en 1943              |
|                                          |                  |                       |              |                                                                                             |
| 1945                                     | 1982             | Yves Testor           | SFIO puis PS | Médecin - Maire de Sévérac-le-Château (1947-1959 et 1965-1985)                              |
| 1982                                     | 1994             | Edmond Gros           | PS           | Médecin généraliste à Sévérac-le-Château                                                    |
| 1994                                     | 2001             | Bernard Seillier      | UDF          | Administrateur civil Sénateur (1989-2008) Maire de Sévérac-le-Château (1995-2008)           |
| 2001                                     | 2004 (démission) | Éric Hochard          | PRG          | Chirurgien à l'hôpital de Millau                                                            |
| 2004                                     | 2008             | Bernard Seillier      | MPF          | Sénateur (1989-2008) Maire de Sévérac-le-Château (1995-2008)                                |
| 2008                                     | 2015             | Catherine Laur        | PS           | Cadre pédagogique dans les formations sociales Conseillère municipale de Sévérac-le-Château |
| Les données manquantes sont à compléter. |                  |                       |              |                                                                                             |

### Résultats électoraux détaillés
- Élections cantonales de 2001 : Éric Hochard (PRG) est élu au second tour avec 50,71 % des suffrages exprimés, devant Bernard Cabirou (Divers droite) (49,29 %). Le taux de participation est de 82,62 % (2 710 votants sur 3 280 inscrits)[6].
- Élections cantonales partielles de 2004 : Bernard Seillier (Divers droite) est élu au second tour avec 51,2 % des suffrages exprimés, devant Bruno Buldo (Divers gauche) (48,8 %). Le taux de participation est de 83,66 % (2 796 votants sur 3 342 inscrits)[7].
- Élections cantonales de 2008 : Catherine Laur (PS) est élue au second tour avec 45,46 % des suffrages exprimés, devant Camille Galibert (Divers droite) (41,96 %) et Élisabeth  Lunet de Lajonquière  (Divers droite) (12,58 %). Le taux de participation est de 80,84 % (2 717 votants sur 3 361 inscrits)[8].

### Conseillers d'arrondissement (de 1833 à 1940)
| Période                                  | Période          | Identité                                                            | Étiquette                | Qualité |
| ---------------------------------------- | ---------------- | ------------------------------------------------------------------- | ------------------------ | --- |
| 1833                                     | 1839             | Jean François Molinier (1787-1859)                                  |                          | Propriétaire, maire de Sévérac-le-Château                                                                   |
| 1839                                     | 1848             | M. Lévesque                                                         |                          | Adjoint au maire de Sévérac-le-Château                                                                      |
| 1848                                     | 1852             | M. Barathieu                                                        |                          | |
| 1852                                     | 1855             | Charles-Antoine-Adam Grandsaignes, Vicomte d'Hauterives (1814-1882) |                          | Propriétaire du château de Loupiac, maire de Lapanouse                                                      |
| 1855                                     | 1864             | Charles Montéty (1817-1880)                                         |                          | Médecin à Sévérac-le-Château, maire en 1862                                                                 |
| 1864                                     | 1870             | Jules Trémolet (1829-1906)                                          | Républicain              | Avocat |
| 1871                                     | 1874             | Vincent Molinier                                                    |                          | Propriétaire à Altès, Sévérac-le-Château                                                                    |
| 1874                                     | 1906 (démission) | Auguste Vernhet                                                     | Républicain progressiste | Avocat, adjoint au maire de Sévérac-le-Château, Président du Conseil d'arrondissement                       |
| 1906                                     | 1919             | Louis Vernhet                                                       | Républicain              | Pharmacien, maire de Sévérac-le-Château de 1905 à 1911, Président du Conseil d'arrondissement               |
| 1919                                     | 1940             | Emile Marcorelles                                                   | Radical                  | Propriétaire au Méjanel, maire de Recoules-Prévinquières (1912-1941 et 1944-1945)                           |
| 1940                                     |                  |                                                                     |                          | Les conseils d'arrondissement ont été suspendus par la loi du 12 octobre 1940 et n'ont jamais été réactivés |
| Les données manquantes sont à compléter. |                  |                                                                     |                          | |

## Composition
Le canton de Sévérac-le-Château, d'une superficie de 209 km2, était composé de cinq communes
.
| Nom                            | Code Insee | Intercommunalité         | Superficie (km2) | Population (dernière pop. légale) | Densité (hab./km2) |
| ------------------------------ | ---------- | ------------------------ | ---------------- | --------------------------------- | ------------------ |
| Sévérac-le-Château (chef-lieu) | 12270      | CC de Séverac le Château | 108,42           | 2 398 (2013)                      | 22                 |
| Buzeins                        | 12040      | CC de Séverac le Château | 21,59            | 187 (2013)                        | 8,7                |
| Lapanouse                      | 12123      | CC de Séverac le Château | 27,19            | 769 (2013)                        | 28                 |
| Lavernhe                       | 12126      | CC de Séverac le Château | 26,32            | 231 (2013)                        | 8,8                |
| Recoules-Prévinquières         | 12196      | CC de Séverac le Château | 25,20            | 516 (2013)                        | 20                 |

## Démographie

### Évolution démographique
| 1962  | 1968  | 1975  | 1982  | 1990  | 1999  | 2006  | 2011  | 2012  |
| ----- | ----- | ----- | ----- | ----- | ----- | ----- | ----- | ----- |
| 4 802 | 4 519 | 4 429 | 4 259 | 4 019 | 4 009 | 4 017 | 4 065 | 4 063 |

### Âge de la population
La pyramide des âges, à savoir la répartition par sexe et âge de la population, du canton de Sévérac-le-Château en 2009 ainsi que, comparativement, celle du département de l'Aveyron la même année sont représentées avec les graphiques ci-dessous.
La population du canton comporte 49,6 % d'hommes et 50,4 % de femmes. Elle présente en 2009 une structure par grands groupes d'âge plus âgée que celle de la France métropolitaine. 
Il existe en effet 68 jeunes de moins de 20 ans pour cent personnes de plus de 60 ans, alors que pour la France l'indice de jeunesse, qui est égal à la division de la part des moins de 20 ans par la part des plus de 60 ans, est de 1,06. L'indice de jeunesse du canton est par contre supérieur à celui  du département (0,67) et inférieur à celui de la région (0,89).
| Hommes | Classe d’âge | Femmes |
| ------ | ------------ | ------ |
| 0,7    | 90 ans ou +  | 2,0    |
| 10,0   | 75 à 89 ans  | 14,1   |
| 16,7   | 60 à 74 ans  | 16,7   |
| 21,1   | 45 à 59 ans  | 20,9   |
| 18,6   | 30 à 44 ans  | 18,5   |
| 16,2   | 15 à 29 ans  | 13,2   |
| 16,6   | 0 à 14 ans   | 14,5   |

| Hommes | Classe d’âge | Femmes |
| ------ | ------------ | ------ |
| 0,6    | 90 ans ou +  | 1,7    |
| 10,2   | 75 à 89 ans  | 14,2   |
| 16,9   | 60 à 74 ans  | 17,5   |
| 21,6   | 45 à 59 ans  | 20,3   |
| 18,9   | 30 à 44 ans  | 17,8   |
| 15,1   | 15 à 29 ans  | 13,4   |
| 16,7   | 0 à 14 ans   | 15,1   |